# Сярьги
Сярьги (рос. Сярьги) — присілок у Всеволожському районі Ленінградської області Російської Федерації.
Населення становить 272 особи. Належить до муніципального утворення Бугровське сільське поселення.

## Історія
Від 1 серпня 1927 року належить до Ленінградської області.

## Населення
| 2007 | 2010 | 2017 |
| ---- | ---- | ---- |
| 156  | ↗271 | ↗272 |